# Ain Issa
Ain Issa, ortografiat și Ayn Issa (în arabă عين عيسى, în kurdă Bozanê) este un oraș și o nahie din districtul Tell Abyad al guvernoratului Raqqa din Siria. Localitatea este situată la jumătatea distanței dintre orașul de frontieră Tell Abyad și capitala regională Raqqa. 

## Războiul Civil Sirian
În iunie 2015, Ain Issa a fost cucerit de către Unitățile de Apărare a Poporului kurde (YPG), Unitățile Feminine de Apărare (YPJ) și Brigada Revoluționarilor din Raqqa, în timpul ofensivei de la Tell Abyad. Deși a fost ocupat pentru scurtă vreme de militanți ai Statului Islamic, a fost recucerit de YPG la începutul lunii iulie 2015..

### Tabăra de refugiați Ain Issa
Începând din aprilie 2016 a fost înființată tabăra de refugiați Ain Issa, la periferia orașului Ain Issa, și care găzduia circa 9.000 de refugiați în iulie 2018, majoritatea fiind sirieni strămutați intern din guvernoratele Deir ez-Zor și Raqqa.